# Indianismo (arte)

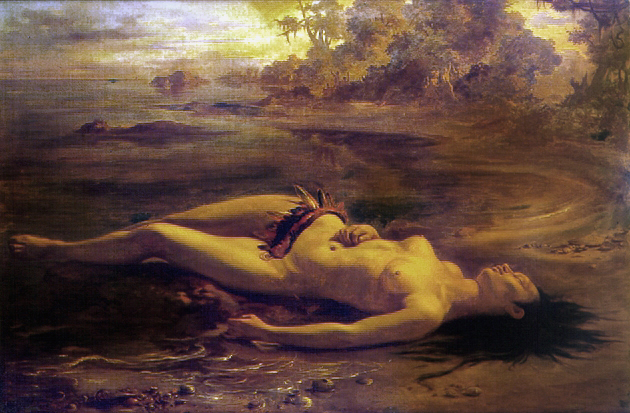
"Moema" por Victor Meirelles. 1866.

El indianismo, en la literatura indigenista brasileña, es el término que se refiere a la idealización de las comunidades indígenas, dando protagonismo a la figura india, a veces retratada como un héroe nacional mítico. Fue una de las peculiaridades del romanticismo en Brasil y también tiene un reflejo en las artes brasileñas durante el siglo XIX (Víctor Meireles, Rodolfo Amoedo, etc).
Mientras se importaba del continente europeo el idealizado caballero medieval y romántico, en el intento de definir la cultura nacional por oposición a los colonizadores no quedaba otra alternativa que deificar lo indígena, ya que allí no se había experimentado históricamente la Edad Media.
El indigenismo aparece en Castro Alves que aporta la poesía contra la esclavitud, cantando valoración de la naturaleza e indianista. La poesía negra en Brasil sobre todo alcanzó su punto máximo con la Cruz y Jorge de Souza y Lima. Con la obra de José de Alencar el indigenismo romántico se asocia con la expresión de la epopeya lírica en las dimensiones míticas. En estas obras, hay un predominio de los personajes de la alta sociedad, con una presencia fuerte de la figura femenina. Los pobres o esclavos se reducen a casi ningún papel en la obra de enredos.3 Tienes Gonçalves Dias se refiere a un caso de sentimiento nacionalista; es tan sinónimo de independencia en su modalidad como de indianismo romántico. El Romance Indianista, típicamente brasileño, fue una de las tendencias principales del romanticismo brasileño. El prestigio del indigenismo - que reunió las costumbres indias e indígenas como el enfoque literario - con el público fue inmediato y generalizado. Varios factores contribuyeron a su realización. Entre ellos se puede mencionar:
Las ideas de la Ilustración y el pensador pre-romántico Jean Jacques Rousseau. Dijo que el hombre es originalmente puro, pero está dañado al entrar en contacto con la civilización. Por lo tanto, Rousseau vio en el hombre primitivo el ser humano modelo.
En Brasil estas ideas encontraron aceptación plena entre los artistas y el público, ya que el indio brasileño podría ser identificado como el buen salvaje de Rousseau; al no contar con el campo rico de aventura medieval del romanticismo europeo el caballero medieval representaba la figura del héroe romántico, simplemente fiel, valiente, fuerte y ético. En Brasil, el héroe caballero no podría existir, porque no estaba Edad Media allí, por lo que el indio llegó a representar la pureza, la inocencia el hombre no corrompido por la sociedad, y se asemejan a los héroes medievales. El propio Brasil, recientemente independiente, llegó a ser visto como una especie de "American Paradise" a salvo de la decadencia cultural de las civilizaciones portuguesas y europeas en general.